# Casa J. W. Warner
La Casa J. W. Warner  es una casa histórica ubicada en Miami, Florida. La Casa J. W. Warner se encuentra inscrita  en el Registro Nacional de Lugares Históricos desde el 1 de junio de 1983.  

## Ubicación
La Casa J. W. Warner se encuentra dentro del condado de Miami-Dade en las coordenadas 25°46′24″N 80°12′10″O / 25.773333, -80.202778.